# Fabienne Fabrèges
Pour les articles homonymes, voir Francis.
Marie-Henriette Fabrège dite Fabienne Fabrèges, née le 20 juin 1890 à Asnières-sur-Seine et morte à Hyères dans le Var en juillet 1955, est une actrice française, également scénariste et réalisatrice du cinéma muet.

## Biographie
Fabienne Fabrèges commence sa carrière très jeune. Elle parcourt les grands théâtres d'Europe, puis se produit dans plus d'une soixantaine de films muets. Fabienne Fabrèges fait partie d'une génération de jeunes femmes « modernes » qui, au début du XXe siècle, dépassent les rôles traditionnels voués aux femmes. La comédienne s'explique ainsi : « Pour moi le théâtre a été et est toujours ma passion, la seule passion de ma vie, vivante, forte, brûlante comme de la fièvre, et même si elle m'a coûté beaucoup de sacrifices et beaucoup de souffrance, elle m'a procuré beaucoup de joies et de satisfactions ».

### Carrière théâtrale
Fabienne Fabrèges débute comme comédienne vers l'âge de 15 ans dans La Cousine Bette d'Honoré de Balzac. En 1911, son talent d'interprète reçoit déjà des critiques favorables (par exemple, dans le périodique Le monde artiste illustré pour son rôle dans Le monde où l'on s'ennuie de Pailleron, au Théâtre de la Comédie de Genève). Elle fait partie de la troupe de la compagnie de Charles Baret qui se produit à Strasbourg et dans diverses villes françaises. Elle joue à l'étranger, notamment sur les scènes de Saint-Pétersbourg, Berlin, Londres et Madrid.

### Carrière cinématographique
La carrière cinématographique de Fabienne Fabrèges, entre 1910 et 1923, se divise en trois périodes. Entre 1910 et 1916, elle travaille en France pour la Société des établissements Gaumont où elle rejoint la troupe de Léonce Perret, directeur de la compagnie avec Louis Feuillade. Au cours de la Première Guerre mondiale, elle s'installe en Italie, où elle est reconnue rapidement comme une actrice de premier plan. De 1916 à 1923, elle joue dans plus d'une vingtaine de films. Dans certains de ces films, elle ne se contente pas de jouer : elle est citée comme scénariste pour le film Il cuore di Musette (1919), et en tant que réalisatrice pour L'altalena della vita. Enfin, dans les années 1920, elle déménage en Angleterre, où elle continue à jouer sur scène jusqu'en 1923. À la suite d'une rupture amoureuse, apparemment, elle se retire en Écosse.

### Vie privée
Le 30 novembre 1911 elle épouse Ernest-Henri Demanne dans Paris 17e duquel elle divorce en 1917. En 1925 elle épouse Paolo Rossi à Londres. Elle meurt à Hyères en juillet 1955.

## Filmographie partielle
- 1909 : Le Portrait de Mireille de Léonce Perret
- 1910 : Molière de Léonce Perret
- 1910 : La Fille de Jephté de Léonce Perret (scénario de Louis Feuillade et Abel Gance)
- 1910 : Le Sacrifice d'Yvonne de Léonce Perret
- 1910 : Mam'zelle Figaro de Léonce Perret
- 1910 : L'amour guette de Léonce Perret
- 1911 : L'Étendard de Léonce Perret
- 1911 : Le Lys brisé de Léonce Perret
- 1911 : L'Âme du violon de Léonce Perret
- 1912 : Les Blouses blanches de Léonce Perret
- 1913 : La Robe blanche de Léonce Perret
- 1913 : Oscar a des chevaux de course de Louis Feuillade
- 1913 : La Marche des rois de Louis Feuillade
- 1913 : L'Agonie de Byzance de Louis Feuillade
- 1913 : Le Mort qui tue de Louis Feuillade
- 1914 : Manon de Montmartre de Louis Feuillade
- 1914 : Au fond du cœur de René Le Somptier
- 1914 : Léonce aux bains de mer de Léonce Perret
- 1914 : Mort au champ d'honneur de Léonce Perret
- 1915 : Françaises, veillez ! de Léonce Perret
- 1915 : Le Héros de l'Yser de Léonce Perret
- 1915 : Une page de gloire de Léonce Perret
- 1915 : Léonce flûtiste de Léonce Perret
- 1915 : Aimer, pleurer, mourir de Léonce Perret
- 1916 : Les Mystères de l'ombre de Léonce Perret
- 1916 : Les Bobines d'or de Léonce Perret
- 1916 : Les Poilus de la revanche de Léonce Perret
- 1916 : Marraines de France de Léonce Perret
- 1916 : Les Deux Mille Blondes du Père Dubreuil de Léonce Perret
- 1916 : L'X noir de Léonce Perret
- 1916 : Le Roi de la montagne de Léonce Perret
- 1916 : Je le suis de Léonce Perret
- 1916 : Printemps du cœur de Léonce Perret
- 1916 : La Fiancée du diable de Léonce Perret
- 1916 : L'Empreinte du passé de Léonce Perret
- 1916 : L'Angélus de la victoire de Léonce Perret